# Lista di motori di ricerca
Questa lista di voci riguardanti i motori di ricerca include i motori di ricerca su web, i motori per la desktop search, i portali ed i siti che offrono ricerche su database.

## Per contenuti/argomento

### Generali
- Alexa Internet
- AltaVista
- AOL Search
- Ask.com
- Baidu
- Bing (Windows Live Search)
- Brave
- DuckDuckGo
- Ecosia
- Elliot For Water
- Excite
- Geo Crawler
- Google
- iAlgae
- Lycos
- Mojeek
- Qwant
- Startpage
- Yahoo! Search
- Yandex

### Dark web\deep web
- TOR
- Torch

### Locali
- Accoona, Cina e Stati Uniti
- Daum, Corea
- Quaero, Unione europea
- Seekport, Unione europea
- Virgilio.it Italia
- Istella Italia

### Aziende
- Microsoft: SharePoint Search Services
- Oracle Corporation: Secure Enterprise Search 10g
- SAP: TREX

### Business
- Nexis (Lexis Nexis)

### Diritto
- Lexis (Lexis Nexis)

### Geografici
- Geody

### Medicina
- Entrez (include PubMed)

### Notizie
- Wikio
- Sesam

### Lavoro
- Jobrapido
- Indeed

## Per contenuti

### Forum
- Omgili

### Blog
- Technorati

### Multimediali
- YouTube
- Picsearch
- Google
- Dailymotion

### BitTorrent
- isoHunt
- The Pirate Bay

### Mappe
- OpenStreetMap
- Géoportail
- here (Nokia)
- Google Maps

### Persone
- Spock (sito web)

### Prezzi
- Google Shopping
- Kelkoo
- Liligo.com
- NexTag
- Trovaprezzi.it

### Domande e risposte
- Yahoo! Answers
- Reddit (subreddit "AskReddit")

## Per modello

### Motori di ricerca open source
- Lucene
- Nutch
- YaCy
- OpenIndexer
- Zettair

### Metamotori
- Excite
- Zuula
- Ixquick
- Mooter

### Desktop search
| Nome           | Piattaforma            | Note                                          |
| -------------- | ---------------------- | --------------------------------------------- |
| Google.com     | Windows                |                                               |
| Google Desktop | Linux, Mac OS, Windows | Integrato con la pagina di ricerca di Google. |
| GNOME Storage  | Linux                  |                                               |
| Strigi         | Linux, Unix            |                                               |

### Semantici
- Firmily  (aziende)
- Swoogle

## Basati su

### Google
- Arianna
- iAlgae
- AOL Search
- CompuServe Search
- MySpace Search
- Netscape
- Virgilio
- Libero
- Matedisk

### Yahoo!
- AltaVista

### Bing
- A9.com
- Ecosia

### Ask.com
- Excite (versione italiana in partenariato)